# Richard G. Gotti
Richard G. Gotti (nacido el 30 de noviembre de 1967) es un mafioso estadounidense miembro de la familia criminal Gambino. Su padre es el capo de los Gambino Richard V. Gotti y sus primos son el capo John A. "Junior" Gotti, la antigua estrella de los reality shows Victoria Gotti y Peter Gotti Jr. Su tío era el jefe de los Gambino John Gotti.
El 29 de noviembre de 2001, agentes federales y estatales ejecutaron una orden de registro contra Gotti y se incautaron de aproximadamente 12.000 dólares en efectivo de los bolsillos de Gotti en su casa de Valley Stream, Nueva York. El 5 de junio de 2002, Gotti fue acusado de crimen organizado. Durante el juicio, el abogado de Gotti afirmó que el dinero procedía del preescolar dirigido por Gotti y su esposa. El gobierno dijo que se trataba de un soborno de una banda de Gambino. El 17 de marzo de 2003, Gotti fue condenado por cargos de crimen organizado. Fue enviado a la Institución Correccional Federal (FCI) de Ashland, Kentucky. Fue liberado el 2 de marzo de 2007. En febrero de 2008, Gotti fue nombrado como acusado en las acusaciones de la Operación Puente Viejo.
El 22 de febrero de 2015, fue liberado de la Institución Correccional Federal (FCI) de Schuylkill en Minersville, Pensilvania.